# Pseudanisentomon minystigmum
Pseudanisentomon minystigmum är en urinsektsart som först beskrevs av Yin 1979.  Pseudanisentomon minystigmum ingår i släktet Pseudanisentomon och familjen trakétrevfotingar. Inga underarter finns listade i Catalogue of Life.